# Kalyan (raga)
Kalyan is een 7-tonige (heptatonische) raga in de Hindoestaanse en Carnatische muziek. Kalyan is de Indiase naam (uit het Sanskriet). De Perzische naam is Yaman. Kalyan is ook bekend als Yemen, Iman, Yamun en Kaliān. De bijbehorende that heeft de gelijke naam.

## Kenmerken

### Arohana & Avarohana
- Arohana (Stijgende ladder) S R G M+ P D N S'[1]
- Avarohana (Dalende ladder) S' N D P M+ G R S

### Vadi & Samavadi
- Vadi (belangrijkste toon) = Ga
- Samvadi (de op 1 na belangrijkste toon) = Ni

### PakadofChalan
Kalyan heeft geen specifieke frases, motieven of bijzondere kenmerken, veel musici behandelen de tonen Sa en Pa in stijgende motieven of spelen ze erg zacht. Vaak is de reeks tonen N0 R G M+ D N S' stijgend te horen, en S' N G M+ G R S dalend).
Sa wordt aan het begin van een stijgende lijn vermeden zoals in N0 R G M+ P D N S'

### Organisatie en relaties
Er is enig meningsverschil over of Yaman en Kalyan slechts andere namen zijn voor dezelfde raga, of dat het werkelijk twee verschillende raga's betreft. Joep Bor zegt hierover "Kalyan (today usually referred to als Yaman)". Kaufmann beweert dat Yaman en Kalyan slechts andere benamingen zijn, maar staat er op dat raga Yaman-Kalyan verschilt omdat er soms een niet-verhoogde of verlaagde Ma wordt ingevoegd tussen twee Ga, zoals Ga Ma Fa Re Sa, terwijl in alle andere gevallen tivra Ma (Ma+ wordt gebruikt (als in de Kalyan). S. Bagchee is het eens met Kaufmann. Bor: "If natural Ma is occasionally added in a concluding figure leading to Sa, the raga is known as Yaman-Kalyan"

Kalyan wordt met verschillende andere raga's gemengd:
- Shuddha Kalyan
- Puriya Kalyan
- Yamani Bilawal

That: Kalyan is een type raga van de kalyan thaat.

### Positie
Yaman wordt beschouwd als een der grootste en meest fundamentele raga's in de Hindoestaanse muziek. Het is ook vaak een van de eerste raga's die studenten wordt aangeleerd.

### Tijd van de dag (Samay)
Kalyan behoort te worden uitgevoerd gedurende het eerste kwart van de nacht.

### Rasa
Kalyan wordt door Meshakarna (1570) beschreven als "heer in witte kledij met parelketting op een splendide leeuwentroon, onder een koninklijke paraplu, gekoeld door een waaier, en betel kauwend"
Een liedtekst behorend bij de Kalyan luidt:

Hallo vriend, zonder mijn geliefde vind ik geen vrede op enig moment van de dag;
 Sinds mijn geliefde vertrok benut ik de nachten om de sterren te tellen

### Historische informatie
Yaman is geen antieke rāga. Yagan wordt voor het eerst genoemd in de literatuur van de late 16e eeuw, toen deze raga erg populair was: de Sahasras bevat 45 druphad liedteksten voor Kalyan en 5 voor Iman-Kalyan, een variant. Volgens Ventakamakhin (1620) was Kalyan bij de Arabieren melodisch favoriet, en Pundarika sloot de Yaman in in zijn 'Perzische' Ragas.

### Opnamen
- in de khayal stijl: Rashid Khan Raga Yaman bandish in vilambit ektal (India Archive Music IAM CD 1003
- Ravi Shankar in matta tal: "The Genius of Pandit Ravi Shankar", Oriental Records Inc, New York AAMS CD108
- Imrat Khan "Nordindische Ragas, Live"
- Zia Mohiuddin Dagar on Nimbus Records, LS5871 / NI7047/8

### Filmmuziek
- "Chhupa lo yun dil mein" in "Mamta" (1966)
- "Zindagi bhar na bhulegi barsāt ki rāt" in "Barsāt ki Rāt" (1960)
- "Jab dip jale ānā" in "Chitchor" (1976) Muziek van Javindra Jain.(om te beluisteren)
- Ānsu bhari te jīvan kī rahen" in "Parvarish" (1977) Music director Laxmikant Pyarelal